# Перемога (Хмільницький район)
Перемо́га (до 1945 року — Вуйна) — село в Україні, у Махнівській сільській громаді Хмільницького району Вінницької області. Населення становить 618 осіб.

## Географія
Село розташоване на березі річки Безіменна (ліва притока Гнилоп'яті, правої притоки Тетерева).
На околиці села знаходиться об'єкт природно-заповідного фонду — ландшафтний заказник місцевого значення «Перемога».

## Населення

### Мова
Розподіл населення за рідною мовою за даними перепису 2001 року:
| Мова       | Кількість | Відсоток |
| ---------- | --------- | -------- |
| українська | 608       | 98.38%   |
| російська  | 10        | 1.62%    |
| Усього     | 618       | 100%     |

## Історія
Наприкінці XIX століття село Вуйна — центр Вуйнівської волості Бердичівського повіту Київської губернії.
На початку XX століття село у складі Махновської волості.
З 7 березня 1923 року — центр Вуйнівської сільської ради у складі Комсомольського району.
У 1925 році Комсомольський район перейменовано в Махнівський район, у 1935 році — знову в Комсомольський.
19 червня 1945 року село Вуйна перейменовано в село Перемога, а Вуйнівська сільська рада — в Переможнянську..
30 грудня 1962 року Комсомольський район ліквідовано, село увійшло до Козятинського району.
12 червня 2020 року, Постановою Кабінету Міністрів України № 707-р Переможнянська сільська рада, об'єднана з Махнівською сільською громадою.
19 липня 2020 року, в результаті адміністративно-територіальної реформи та ліквідації Козятинського району, село увійшло до складу Хмільницького району.
22 червня 2023 року рішенням Національної комісії зі стандартів державної мови віднесено до списку населених пунктів, які «можуть не відповідати лексичним нормам української мови», зокрема стосуватися «російської імперської чи колоніальної політики». Громаді рекомендовано обґрунтувати доцільність збереження поточної назви або запропонувати нову назву в установленому законодавством порядку.

## Особистість
- Лобжин Олександр Володимирович (1990—2014) — молодший лейтенант Збройних сил України, учасник російсько-української війни, який загинув від вогнепального поранення під час боїв в районі Старобешеве — Дзеркальне Донецької області. Його іменем названа центральна вулиця села.